# MTU・チュルボメカ・ロールス・ロイス
MTU・チュルボメカ・ロールス・ロイス (MTU Turbomeca Rolls-Royce GmbH, MTR) は、ヨーロッパの航空機エンジン製造3社（MTUエアロ・エンジンズ、チュルボメカ、ロールス・ロイス・ホールディングス）合弁による企業である。
会社はユーロコプター タイガーのような軽ヘリコプター用に開発されたMTR390ターボシャフトエンジンのみを生産する。